# 池田明美
池田 明美（いけだ あけみ、1976年（昭和51年）6月13日 - ）は、静岡県出身の元ボートレーサー。
登録番号3894。身長162cm。血液型A型。80期。静岡支部所属。ボートレーサーの池田浩美は双子の妹。

## 来歴・人物
双子の姉。静岡県立磐田西高等学校在学中は剣道の強豪選手としてならし、1994年静岡県高体連個人戦で優勝（2位は浩美）した経歴を持つ。
ボートレーサー養成所を経て1997年5月8日、地元浜名湖競艇場で開催された「一般競走」第1Rでデビュー（4着）するもなかなか芽が出ず、一時は規定勝率に達せずに強制引退の危機もあり、更に妹の浩美が先に優勝するなどの活躍を見せ苦しい時期が続いたが、2006年5月、2度目の優出しかも姉妹揃って初めての優出となった女子リーグ第3戦（多摩川競艇場）で初優勝。それを期に勝率も上げていき、2007年前期からA1に昇格。2007年3月徳山競艇場・女子王座決定戦では姉妹揃って初の優出を決め、優勝戦では道中先頭争いをするも2着に終わった。
2020年12月25日引退。その後は山口県防府市に移住し、犬猫保護施設の代表として活動している。

## 経歴
- 1997年4月24日、選手登録。
- 1997年5月8日から浜名湖競艇場で開催された 一般戦でデビュー。（4着）
- 1998年1月9日から浜名湖競艇場で開催された 一般戦で初勝利を記録。
- 2005年2月2日から芦屋競艇場で開催された オール女子戦でデビュー初優出。（3着）（デビュー7年9ヶ月）
- 2006年5月9日から多摩川競艇場で開催された 女子リーグで初優勝。（デビュー9年）
- 2007年2月2日から浜名湖競艇場で開催された G1「東海地区選手権」にてG1初出場。
- 2007年2月27日から徳山競艇場で開催された G1「第20回女子王座決定戦」にてG1初優出[3]。（2着）
- 2017年5月27日からボートレース浜名湖で開催された 一般戦「男女W優勝戦 中日スポーツ シルバーカップ」が現役最後の優勝[4]。
- 2018年7月31日からボートレース桐生で開催された G1「第32回レディースチャンピオン」が最後のG1出場[5]。
- 2020年9月14日からボートレース若松で開催された G3「オールレディースJALカップ」4日目第7Rが結果としてラストランとなった[6]。（落水失格）
- 2020年12月25日、選手登録消除。

## 優勝歴
- 女子リーグ第3戦（2006年5月・多摩川競艇場）
- 平和島レディースカップオール女子戦（2006年12月・平和島競艇場）

## 人物・エピソード
- 初優勝となった多摩川女子リーグの優勝者表彰式は妹の浩美と一緒に登場。穏やかに式は進行していたが、（この日は母の日であったので）司会者が明美に母親に向けてのメッセージを求めたところ、表情が一変。実は、池田姉妹の母親は既に他界しており、感極まってしまったのか、明美は必死に涙をこらえながら「あんまり親孝行できなかったんで、これでちょっとは親孝行できたかなと思うんで、よかったです。」とコメント。感動的な表彰式となった。

## 通算成績
- 出走回数：4230回
- 1着回数：828回
- 優出：60回
- 優勝：10回
- フライング(F)回数：28回
- 出遅れ(L)回数：0回
- 通算勝率：5.13
- 2連対率：35.58
- 3連対率：48.44
- 生涯獲得賞金：309,798,449円